# Масакри у Рашића Гају
Масакри у Рашића Гају били су масакри над Србима које су починиле муслиманске усташке снаге почетком Другог свјетског рата у Рашића Гају код Власенице у јуну и јулу 1941. године. Процјењује се да је у Рашића Гају убијени између 70 и 200 Срба. Био је то један од најшокантнијих ратних злочина на почетку Другог свјетског рата за Србе у источној Босни, а свједочења о злочину ширила су се међу становништвом регије, изазивају страх и бијес код Срба.

## Позадина
Према појединим изворима (Крсмановић, поткрепљено партизанским извором чији је аутор Јакшић), прије избијања Другог свјетског рата мјесне муслиманске вође које су се придружили усташама примиле су списак од 200 Срба који су требали бити убијени. Почетком Другог свјетског рата у Југославији, Власеница и цијела источна Босна заједно са Санџаком, постали су дио Независне Државе Хрватске. Војне јединице НДХ у источној Босни састојале су се од регуларних јединица Хрватског домобранства и припадника мјесног муслиманског становништва које је регрутовано у јединице Усташке војнице, које су се истакле у прогону Срба већ на самом почетку рата. Срби који су живјели у Власеници нису били подвргнути прогону након стварања НДХ, попут Срба у осталим дијеловима, јер је Власеница остала под контролом њемачких снага до 22. јуна 1941. године. Током љета 1941. геноцид над Србима у источној Босни постигао је шире размјене у регији Власенице, Бирча и Зворника.

## Масакри
Истог дана када су њемачке снаге напустиле Власеницу, 22. јуна 1941, усташе из Сарајева дошле су у Власеницу. Командант мјесних усташких снага био је Мутавелић, продавач тепиха који је Власеницу редовно посјећивао прије рата. Мутавелић је постављен за усташког комесара за власенички срез и организовао је опсежни прогон Срба. Организовао је свакодневне прогоне истакнутих Срба који су превожени у импровизовани затвор у Власеници и тамо убијени или у Рашића Гају. Усташе су 22. јуна 1941. заробили 7 најзначајнијих власеничких Срба, укључујући православне свештенике Душана Бобара, Драгомира Ј. Маскијевића и Јанка Савића, и све их убили у Рашића Гају.
Између 22. јуна и 20. јула ту је убијено још 80 Срба. Прву групу угледних власничких Срба које су убије усташе у Рашића Гају бројила је 40, док је друга бројала 45 Срба. Међу њима је био и Љубо Јакшић, свештеник из оближњег Хан Пијеска. Још 200 Власеничана усташе су затвориле и послале у концентрационе логоре Јадовно и Слана. Процјене страдалих Срба у Рашића Гају крећу се између 70 и 200. Према једном од свједока, тијела убијених Срба бачена су у једну јаму у Рашића Гају.

## Посљедице
Крајем јула и почетком августа 1941. затворена је и побијена још једна група од 50 Срба из власеничког среза (претежно из Милића).
До 12. августа 1941. више од стотину Срба убијено је у оближњој Дрињачи. Према Иванишевићу, корпа пуна српских очију коју је италијански ратни новинар Курцио Малапарте видио за столом Анте Павелића током љетње посјете Загребу 1941. и описао у свом аутобиографском роману Kaputt, биле су очи Срба из Дрињаче.
Масакри у Рашића Гају били су међу најшокантнијим ратним злочинима над Србима у источној Босни на почетку Другог свјетског рата. Свједочанства о свирепом клању Срба у Рашића Гају проширила су се међу становништвом регије, изазивајући страх и бијес.
Злочини над Србима у Другом свјетском рату које су починиле њихове комшије муслимани имали су јак утицај на мјесне Србе током рата у Босни и Херцеговини. Према сребреничком извјештају холандског Института за студије рата, холокауста и геноцида, избор Рашића Гаја за стријељање најмање 21 Муслимана током рата у БиХ било је можда и више од пуке случајности.